# 浙江大学可持续能源研究院
浙江大学可持续能源研究院是直属于浙江大学的独立研究机构，成立于2010年1月11日。主要对可持续能源领域进行学术交流和科研，能源清洁利用国家重点实验室为其主要依托机构。

## 研究平台
- 化石能源创新平台
- 低品位能源创新平台
- 能源利用过程污染物控制创新平台
- 氢能和微藻能源创新平台
- 多种可再生能源并网发电创新平台
- 节能技术创新平台
- 可持续能源基础理论及测试创新平台
- 能源战略与能源经济创新平台[1]